# Salomon August Andrée
Salomon August Andrée (Gränna, 18 de outubro de 1854 — Kvitøya, Svalbard, outubro de 1897), mais conhecido pela abreviação S. A. Andrée, foi um engenheiro, físico, aeronauta e explorador polar sueco que pereceu enquanto liderava uma tentativa de alcançar o Polo Norte em um balão. A expedição organizada por ele fracassou em alcançar seu destino e resultou nas mortes de todos os três integrantes da equipe.

## Biografia

### Juventude e influências
Andrée nasceu na pequena cidade, de Gränna, Suécia. Era particularmente ligado à mãe, especialmente após a morte do pai em 1870. Frequentou o Instituto Real de Tecnologia de Estocolmo, graduando-se engenheiro mecânico em 1874. Em 1876, visitou a Exposição Universal na Filadélfia, onde foi empregado como zelador do Pavilhão Sueco. Durante a viagem aos Estados Unidos, leu um livro sobre ventos alísios e conheceu o balonista John Wise; a experiência seria o estopim de sua paixão por balões. De volta ao lar, abriu uma oficina, onde trabalhou até 1880. Com o fracasso do empreendimento, passou a procurar outro emprego. De 1880 a 1882, foi assistente no Instituto Real de Tecnologia, e entre 1882-1883 participou de uma expedição científica a Spitsbergen liderada por Nils Ekholm, sendo responsável pelas observações a respeito da eletricidade do ar. A partir de 1885, foi contratado pelo escritório de patentes sueco, emprego que manteve até sua morte. De 1891 a 1894, foi também um membro liberal do conselho municipal de Estocolmo. Como cientista, Andrée publicou artigos sobre eletricidade, condução de calor e invenções em geral. Ele via a vida através da ótica das ciências naturais, e não tinha qualquer interesse em arte ou literatura. Acreditava piamente no progresso técnico e industrial, e costumava afirmar que a emancipação feminina surgiria como consequência direta disso.